# Chicken Fat (album)
| Recensione | Giudizio |
| ---------- | -------- |
| Allmusic   | [ 1 ]    |

Chicken Fat e un album discografico del chitarrista blues Mel Brown pubblicato nel 1967 dalla Impulse! Records.

## Il disco
Registrato a Hollywood, California, il 31 maggio 1967 (tracce 1-3, 7 & 8) e 1 giugno 1967 (tracce 4-6 & 9)

## Tracce
Tutte le composizioni sono di Mel Brown, eccetto dove indicato
1. Chicken Fat – 4:16
2. Greasy Spoon – 5:53 – Mel Brown, Herb Ellis, Paul Humphrey
3. Home James – 6:34
4. Slalom – 2:31 – Jules Chaikin
5. Hobo Flats – 2:18 – Oliver Nelson
6. Shanty – 4:40 – Brown, Arthur Wright
7. Sad But True – 5:01 – Ellis
8. I'm Goin' to Jackson – 4:24 – Ellis
9. Blues for Big Bob – 4:25

## Formazione
- Mel Brown - chitarra
- Herb Ellis (tracce 1-3, 7 & 8), Arthur Wright (tracce 4-6 & 9) - chitarra
- Gerald Wiggins - organo (tracce 1, 3-7 & 9)
- Ronald Brown - contrabbasso
- Paul Humphrey - batteria (tracce 1-4, 7 & 8)
- Oliver Nelson - arrangiamento (tracce 4-6 & 9)